# Charles Sautayra
Pour les articles homonymes, voir Sautayra.
Charles Alexandre Gustave Sautayra est un homme politique français, né le 12 avril 1804 à Montélimar (Drôme) et mort le 15 septembre 1867 à Paris 18e.

## Biographie

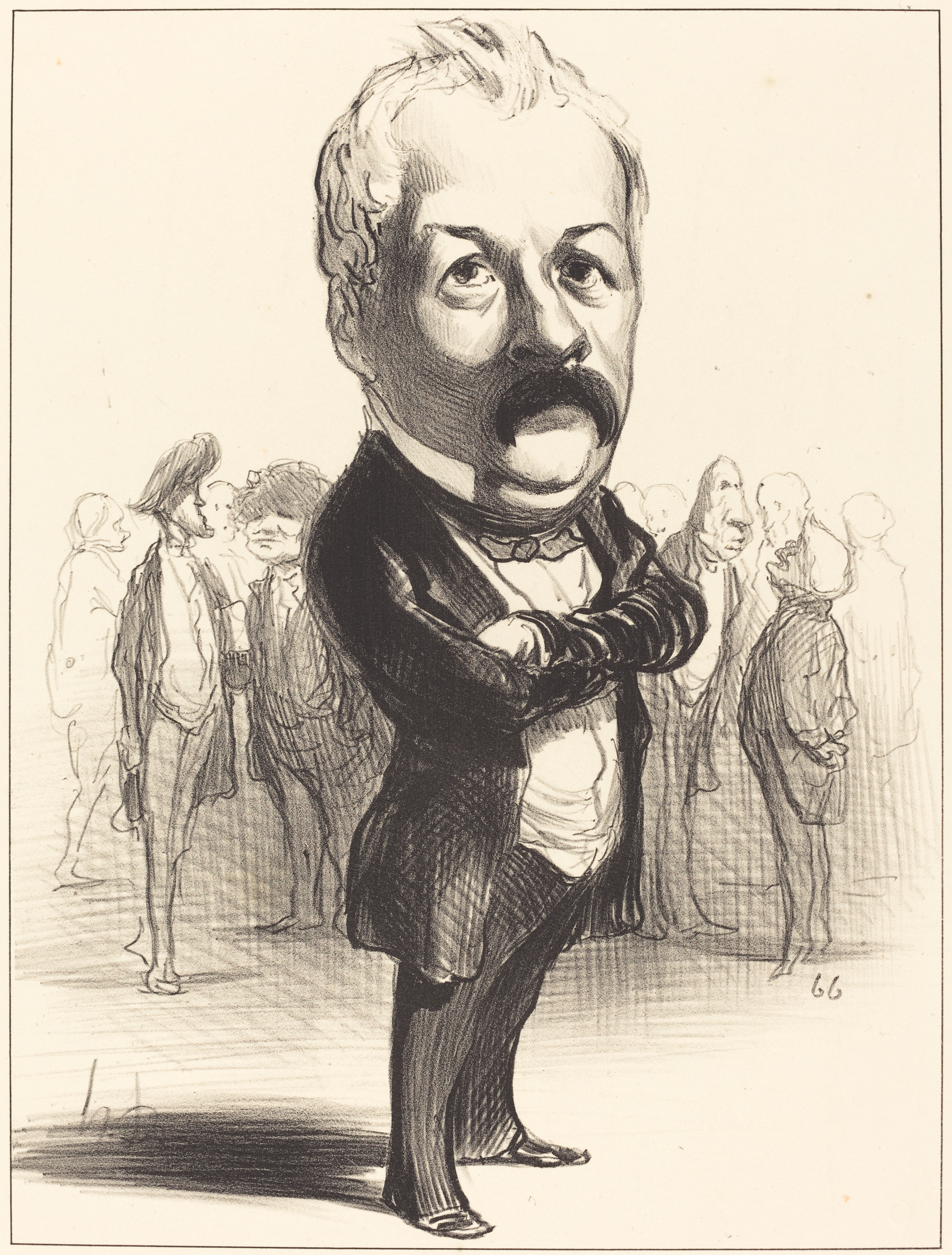
Caricature de Gustave Sautayra par Honoré Daumier, 1849.

Charles Alexandre Gustave Sautayra naît le 22 germinal an XII (12 avril 1804) à Montélimar. Il est le fils d'André Barthélémy François Sautayra et d'Alexandrine Joséphine Denamps. Son grand-père paternel est Pierre Barthélémy Sautayra, ancien député de la Convention.
Employé dans une compagnie d'assurances, il devient sous-commissaire du gouvernement de l'arrondissement de Montélimar en février 1848, lorsque éclate la Révolution de 1848. 
Il est député de la Drôme de 1848 à 1851, siégeant à gauche. Il se retire de la vie politique en 1851, après le coup d’État de Louis-Napoléon Bonaparte.
Il meurt le 15 septembre 1867 dans le 18e arrondissement de Paris.

### Vie privée
Charles Gustave Sautayra est le père du magistrat Édouard Sautayra.

## Écrits
- De l'assurance contre l'incendie, avec un commentaire sur chacun des articles des conditions générales imprimées sur les polices délivrées par les compagnies, précédé d'une introduction sur les assurances en général, Montélimar, Bourron, 1841, In-12°, 364 pages
- G. Sautayra représentant du peuple, à ses concitoyens. 29 Novembre 1848, Paris, imprimerie de Marc-Aurel, 1848, In-8°, 23 pages (Lire en ligne)

## Sources
- « Charles Sautayra », dans Adolphe Robert et Gaston Cougny, Dictionnaire des parlementaires français, Edgar Bourloton, 1889-1891 [détail de l’édition]
- Justin Brun-Durand, Dictionnaire biographique et biblio-iconographique de la Drôme : contenant des notices sur toutes les personnes de ce département qui se sont fait remarquer par leurs actions ou leurs travaux, avec l'indication de leurs ouvrages et de leurs portraits, Tome II - H à Z, Grenoble, Librairie dauphinoise, 1901, 490 pages, pp.333-334